# Hippolyte Chrétien
Pour les articles homonymes, voir Chrétien (homonymie).
Hippolyte Chrétien est un agriculteur d'origine française qui a joué un rôle important à la fin du XVIIIe siècle dans l'histoire de la culture du coton et celle des plantations de Louisiane. Sa belle-fille a inspiré Margaret Mitchell pour l'écriture du roman Autant en emporte le vent.
Hippolyte Chrétien arriva en Louisiane en 1776 avec ses deux frères, Jules et Dazincourt pour investir dans une grande plantation de coton entre Opelousas et Lafayette et créer une banque.
Il se fait livrer en esclaves par le pirate Jean Lafitte. Les historiens David Stephen Heidler et Jeanne T. Heidler estiment que les forces rassemblées par la piraterie des années 1800 dans la Caraïbe, dans l'archipel de Barataria représentaient un total de 3 000 à 5 000 combattants clandestins.
Il porta assistance au cours de la guerre de 1812 au pirate Jean Lafitte, qui avait joint son armée d'un millier d'hommes à celle d'Andrew Jackson. Hippolyte Chrétien resta ensuite partenaire commercial de Jean Lafitte, dont les esclaves furent installés dans la plantation. Il bâtit en 1815 Chretien Point Plantation, manoir français reconstruit en 1831 par son fils, le roi du coton Hippolyte Chrétien II, qui y vivait avec ses 500 esclaves, à cinq kilomètres au sud de Sunset, dans la paroisse de Saint-Landry, près du Bayou Teche. Le trafiquant d'esclaves Rezin Bowie, alias James Bowie, futur fondateur du Texas, eut également une plantation dans cette paroisse, après avoir auparavant habité dans le Kentucky.
Hippolyte Chrétien mourut à la fin des années 1820. Son fils Hippolyte Chrétien II épousa Félicité Neda, fille de son ami et associé en affaires l'Espagnol Neda. Ils eurent trois enfants et reconstruisirent en 1831 la très belle bâtisse actuelle et ses 12 pièces. Hippolyte II mourut de la fièvre jaune en 1834, après avoir caché le trésor de sa fortune. C'est en recherchant ce trésor qu'un pirate se fit tuer par Félicité, une femme énergique, qui avait repris la plantation d'une main de fer. L'escalier actuel fut copié pour la scène du film Autant en emporte le vent, dans lequel Scarlett O'Hara tue un soldat des armées du Nord sur les escaliers de la grande bâtisse au centre de Tara.